# Campeonato Nacional 1974 (Argentina)
El conocido como Torneo Nacional 1974, oficialmente Campeonato Nacional «Presidente de la Nación Teniente General Juan Domingo Perón 1974», fue el quincuagésimo cuarto de la era profesional y el segundo de la temporada de la Primera División argentina de fútbol. Comenzó el 21 de julio y consagró al campeón el 22 de diciembre, aunque su final efectivo ocurrió el 30 de diciembre, con la conclusión de la Liguilla pre-Libertadores.
Se jugó en dos rondas, una previa clasificatoria y un octogonal final. El número de participantes aumentó  con respecto al anterior Nacional, llegándose a 36 equipos, 18 del Metropolitano y 18 indirectamente afiliados, 8 clasificados a través de las plazas fijas y 10 del Torneo Regional, lo que lo transformó en el Nacional con la mayor cantidad de equipos intervinientes.
Fue campeón el Club Atlético San Lorenzo de Almagro, con la dirección técnica de Osvaldo Zubeldía. 
El campeón del torneo jugó la clasificación para la Copa Libertadores 1975 a través de un torneo reducido, en el que participaron también el Club Atlético Newell's Old Boys, campeón del Metropolitano, y el Club Atlético Rosario Central, subcampeón de ambos certámenes.
En este campeonato se produjo la mayor goleada en la historia del profesionalismo. Fue el 6 de octubre, cuando Banfield derrotó por 13-1 a Puerto Comercial, en un partido correspondiente a la duodécima fecha de la Zona A. En aquel encuentro se establecieron, además y para la era profesional, la mayor diferencia entre dos clubes de la misma categoría del fútbol argentino en cualquiera de las divisiones de AFA, y la mayor cantidad de goles convertidos por un solo jugador en Primera División, ya que Juan Alberto Taverna marcó siete tantos, récord en la máxima categoría.

## Equipos participantes

### Del torneo regular
18 equipos, todos los participantes del Metropolitano del mismo año.
| Equipo             | Ciudad       |
| ------------------ | ------------ |
| All Boys           | Buenos Aires |
| Argentinos Juniors | Buenos Aires |
| Atlanta            | Buenos Aires |
| Banfield           | Banfield     |
| Boca Juniors       | Buenos Aires |
| Chacarita Juniors  | Villa Maipú  |
| Colón              | Santa Fe     |
| Estudiantes        | La Plata     |
| Ferro Carril Oeste | Buenos Aires |
| Gimnasia y Esgrima | La Plata     |
| Huracán            | Buenos Aires |
| Independiente      | Avellaneda   |
| Newell's Old Boys  | Rosario      |
| Racing Club        | Avellaneda   |
| River Plate        | Buenos Aires |
| Rosario Central    | Rosario      |
| San Lorenzo        | Buenos Aires |
| Vélez Sarsfield    | Buenos Aires |

### De las plazas fijas
Los 8 equipos clasificados en las ligas del interior.
| Equipo                | Ciudad                |
| --------------------- | --------------------- |
| Aldosivi              | Mar del Plata         |
| Atlético Tucumán      | San Miguel de Tucumán |
| Belgrano              | Córdoba               |
| Godoy Cruz            | Godoy Cruz            |
| San Lorenzo           | Mar del Plata         |
| San Martín de Mendoza | San Martín            |
| San Martín            | San Miguel de Tucumán |
| Talleres              | Córdoba               |

### Del Torneo Regional
Los 10 equipos ganadores de la clasificación.
| Equipo             | Ciudad             |
| ------------------ | ------------------ |
| Altos Hornos Zapla | Palpalá            |
| Atlético Regina    | Villa Regina       |
| Central Norte      | Salta              |
| Chaco For Ever     | Resistencia        |
| Desamparados       | San Juan           |
| Huracán            | Comodoro Rivadavia |
| Huracán            | San Rafael         |
| Jorge Newbery      | Junín              |
| Deportivo Mandiyú  | Corrientes         |
| Puerto Comercial   | Ingeniero White    |

## Sistema de disputa
Primera fase: cuatro zonas con un partido interzonal (A con B, C con D), en dos ruedas todos contra todos, por acumulación de puntos.
Segunda fase: los dos primeros de cada zona en una rueda final, todos contra todos, por acumulación de puntos.

## Fase de grupos
Los dos primeros de cada grupo clasificaron al octogonal de definición.

### Zona A

#### Tabla de posiciones final
| Pos. | Equipo            | Pts. | PJ | PG | PE | PP | GF | GC | Dif. |
| ---- | ----------------- | ---- | -- | -- | -- | -- | -- | -- | ---- |
| 1.º  | Boca Juniors      | 32   | 18 | 15 | 2  | 1  | 46 | 10 | 36   |
| 2.º  | Rosario Central   | 30   | 18 | 13 | 4  | 1  | 36 | 8  | 28   |
| 3.º  | Banfield          | 22   | 18 | 9  | 4  | 5  | 42 | 25 | 17   |
| 4.º  | Estudiantes (LP)  | 20   | 18 | 8  | 4  | 6  | 25 | 20 | 5    |
| 5.º  | Belgrano          | 19   | 18 | 8  | 3  | 7  | 30 | 21 | 9    |
| 6.º  | Desamparados      | 15   | 18 | 5  | 5  | 8  | 32 | 35 | −3   |
| 7.º  | Central Norte (S) | 14   | 18 | 5  | 4  | 9  | 22 | 31 | −9   |
| 8.º  | All Boys          | 9    | 18 | 2  | 5  | 11 | 20 | 36 | −16  |
| 9.º  | Puerto Comercial  | 4    | 18 | 2  | 0  | 16 | 14 | 75 | −61  |

|  | Clasificó al octogonal final. |

#### Resultados
Fecha 1
21 de julio
- Desamparados 0 - Rosario Central 1
- Central Norte (S) 1 - All Boys 0
- Estudiantes (LP) 2 - Belgrano (C) 1
- Boca Juniors 4 - Banfield 0

Fecha 2
28 de julio
- All Boys 1 - Boca Juniors 1
- Banfield 1 - Estudiantes (LP) 0
- Belgrano (C) 3 - Puerto Comercial 0
- Rosario Central 2 - Central Norte (S) 0

Fecha 3
4 de agosto
- Boca Juniors 2 - Rosario Central 1
- Central Norte 1 - Sportivo Desamparados 0
- Puerto Comercial 0 - Banfield 4
- Estudiantes (LP) 2 - All Boys 0

Fecha 4
11 de agosto
- Desamparados 0 - Boca Juniors 1
- All Boys 4 - Puerto Comercial 1
- Banfield 1 - Belgrano (C) 0
- Rosario Central 3 - Estudiantes (LP) 1

Fecha 5
18 de agosto
- Boca Juniors 3 - Central Norte (S) 0
- Puerto Comercial 0 - Rosario Central 2
- Belgrano (C) 6 - All Boys 1
- Estudiantes (LP) 1 - Desamparados 0

Fecha 6
25 de agosto
- All Boys 3 - Banfield 1
- Central Norte (S) 1 - Estudiantes (LP) 1
- Desamparados 7 - Puerto Comercial 2
- Rosario Central 3 - Belgrano (C) 0

Fecha 7
1 de septiembre
- Estudiantes (LP) 0 - Boca Juniors 0
- Puerto Comercial 0 - Central Norte (S) 4
- Banfield 1 - Rosario Central 1
- Belgrano (C) 1 - Desamparados 1

Fecha 8
8 de septiembre
- Boca Juniors 9 - Puerto Comercial 0
- Central Norte (S) 1 - Belgrano (C) 2
- Rosario Central 4 - All Boys 0
- Desamparados 1 - Banfield 2

Fecha 9
15 de septiembre
- Belgrano (C) 1 - Boca Juniors 2
- Puerto Comercial 1 - Estudiantes (LP) 2
- All Boys 2 - Desamparados 2
- Banfield 2 - Central Norte (S) 0

Fecha 10
22 de septiembre
- Rosario Central 2 - Desamparados 1
- All Boys 1 - Central Norte (S) 3
- Belgrano (C) 2 - Estudiantes (LP) 0
- Banfield 1 - Boca Juniors 4

Fecha 11
29 de septiembre
- Boca Juniors 2 - All Boys 1
- Estudiantes (LP) 1 - Banfield 1
- Puerto Comercial 0 - Belgrano (C) 3
- Central Norte (S) 1 - Rosario Central 2

Fecha 12
6 de octubre
- Rosario Central 2 - Boca Juniors 0
- Desamparados 4 - Central Norte (S) 0
- Banfield 13 - Puerto Comercial 1
- All Boys 1 - Estudiantes (LP) 2

Fecha 13
20 de octubre
- Boca Juniors 7 - Desamparados 0
- Puerto Comercial 4 - All Boys 3
- Belgrano (C) 4 - Banfield 1
- Estudiantes (LP) 1 - Rosario Central 1

Fecha 14
27 de octubre
- Central Norte (S) 0 - Boca Juniors 3
- Rosario Central 7 - Puerto Comercial 0
- All Boys 0 - Belgrano (C) 2
- Desamparados 2 - Estudiantes (LP) 2

Fecha 15
3 de noviembre
- Banfield 4 - All Boys 2
- Estudiantes (LP) 4 - Central Norte (S) 2
- Puerto Comercial 1 - Desamparados 4
- Belgrano (C) 1 - Rosario Central 3

Fecha 16
9 de noviembre
- Rosario Central 1 - Banfield 0

10 de noviembre
- Boca Juniors 1 - Estudiantes (LP) 0
- Central Norte (S) 3 - Puerto Comercial 1
- Desamparados 3 - Belgrano (C) 1

Fecha 17
15 de noviembre
- Belgrano (C) 2 - Central Norte (S) 1
- All Boys 0 - Rosario Central 1

18 de noviembre
- Puerto Comercial 2 - Boca Juniors 3
- Banfield 7 - Desamparados 0

Fecha 18
23 de noviembre
- Estudiantes (LP) 3 - Puerto Comercial 0

24 de noviembre
- Boca Juniors 1 - Belgrano (C) 0
- Desamparados 0 - All Boys 0
- Central Norte (S) 2 - Banfield 2

### Zona B

#### Tabla de posiciones final
| Pos. | Equipo                  | Pts. | PJ | PG | PE | PP | GF | GC | Dif. |
| ---- | ----------------------- | ---- | -- | -- | -- | -- | -- | -- | ---- |
| 1.º  | Talleres (C)            | 25   | 18 | 10 | 5  | 3  | 25 | 12 | 13   |
| 2.º  | Newell's Old Boys       | 22   | 18 | 7  | 8  | 3  | 27 | 20 | 7    |
| 3.º  | Gimnasia y Esgrima (LP) | 21   | 18 | 9  | 3  | 6  | 29 | 22 | 7    |
| 4.º  | Altos Hornos Zapla      | 21   | 18 | 7  | 7  | 4  | 30 | 27 | 3    |
| 5.º  | River Plate             | 19   | 18 | 7  | 5  | 6  | 33 | 20 | 13   |
| 6.º  | Argentinos Juniors      | 18   | 18 | 6  | 6  | 6  | 29 | 31 | −2   |
| 7.º  | Colón                   | 14   | 18 | 4  | 6  | 8  | 20 | 22 | −2   |
| 8.º  | Jorge Newbery           | 13   | 18 | 2  | 9  | 7  | 9  | 18 | −9   |
| 9.º  | Huracán (SR)            | 6    | 18 | 1  | 4  | 13 | 12 | 48 | −36  |

|  | Clasificó al octogonal final. |

#### Resultados

##### Fecha 1
21 de julio
- Colón 0 - River Plate 1
- Talleres (C) 1 - Gimnasia y Esgrima (LP) 0
- Newell's Old Boys 3 - Huracán (SR) 0
- Argentinos Juniors 4 - Altos Hornos Zapla 2

Fecha 2
28 de julio
- River Plate 3 - Argentinos Juniors 2
- Altos Hornos Zapla 2 - Newell's Old Boys 1
- Gimnasia y Esgrima (LP) 2 - Colón 1
- Jorge Newbery (J) 0 - Talleres (C) 1

Fecha 3
3 de agosto
- Newell's Old Boys 1 - River Plate 0
- Argentinos Juniors 4 - Gimnasia y Esgrima (LP) 2
- Colón 0 - Jorge Newbery (J) 0
- Huracán (SR) 0 - Altos Hornos Zapla 1

Fecha 4
11 de agosto
- River Plate 10 - Huracán (SR) 1
- Talleres (C) 1 - Colón 0
- Gimnasia y Esgrima (LP) 1 - Newell's Old Boys 1
- Jorge Newbery (J) 1 - Argentinos Juniors 1

Fecha 5
18 de agosto
- Altos Hornos Zapla 1 - River Plate 1
- Newell's Old Boys 0 - Jorge Newbery (J) 0
- Argentinos Juniors 0 - Talleres (C) 0
- Huracán (SR) 1 - Gimnasia y Esgrima (LP) 4

Fecha 6
25 de agosto
- Colón 3 - Argentinos Juniors 1
- Gimnasia y Esgrima (LP) 1 - Altos Hornos Zapla 3
- Jorge Newbery (J) 0 - Huracán (SR) 2
- Talleres (C) 3 - Newell's Old Boys 2

Fecha 7
1 de septiembre
- River Plate 0 - Gimnasia y Esgrima (LP) 0
- Altos Hornos Zapla 1 - Jorge Newbery (J) 1
- Newell's Old Boys 2 - Colón 1
- Huracán (SR) 0 - Talleres (C) 2

Fecha 8
8 de septiembre
- Jorge Newbery (J) 1 - River Plate 0
- Colón 1 - Huracán (SR) 0
- Argentinos Juniors 2 - Newell's Old Boys 1
- Talleres (C) 2 - Altos Hornos Zapla 1

Fecha 9
15 de septiembre
- River Plate 1 - Talleres (C) 1
- Gimnasia y Esgrima (LP) 1 - Jorge Newbery (J) 1
- Altos Hornos Zapla 3 - Colón 1
- Huracán (SR) 0 - Argentinos Juniors 1

Fecha 10
21 de septiembre
- River Plate 2 - Colón 0

22 de septiembre
- Gimnasia y Esgrima (LP) 1 - Talleres (C) 0
- Huracán (SR) 0 - Newell's Old Boys 1
- Altos Hornos Zapla 2 - Argentinos Juniors 2

Fecha 11
29 de septiembre
- Argentinos Juniors 2 - River Plate 4
- Newell's Old Boys 4 - Altos Hornos Zapla 4
- Colón 0 - Gimnasia y Esgrima (LP) 1
- Talleres (C) 2 - Jorge Newbery (J) 0

Fecha 12
6 de octubre
- River Plate 1 - Newell's Old Boys 2
- Gimnasia y Esgrima (LP) 4 - Argentinos Juniors 0
- Jorge Newbery (J) 0 - Colón 0
- Altos Hornos Zapla 2 - Huracán (SR) 0

Fecha 13
20 de octubre
- Huracán (SR) 0 - River Plate 0
- Colón 3 - Talleres (C) 0
- Newell's Old Boys 3 - Gimnasia y Esgrima (LP) 1
- Argentinos Juniors 2 - Jorge Newbery (J) 0

Fecha 14
27 de octubre
- River Plate 4 - Altos Hornos Zapla 1
- Jorge Newbery (J) 0 - Newell's Old Boys 0
- Talleres (C) 2 - Argentinos Juniors 0
- Gimnasia y Esgrima (LP) 4 - Huracán (SR) 0

Fecha 15
3 de noviembre
- Argentinos Juniors 2 - Colón 2
- Altos Hornos Zapla 2 - Gimnasia y Esgrima (LP) 0
- Huracán (SR) 1 - Jorge Newbery (J) 1
- Newell's Old Boys 1 - Talleres (C) 1

Fecha 16
10 de noviembre
- Gimnasia y Esgrima (LP) 3 - River Plate 1
- Colón 2 - Newell's Old Boys 2
- Jorge Newbery (J) 1 - Altos Hornos Zapla 1
- Talleres (C) 6 - Huracán (SR) 0

Fecha 17
18 de noviembre
- River Plate 3 - Jorge Newbery (J) 1
- Huracán (SR) 2 - Colón 2
- Newell's Old Boys 3 - Argentinos Juniors 2
- Altos Hornos Zapla 1 - Talleres (C) 0

Fecha 18
24 de noviembre
- Talleres (C) 2 - River Plate 1
- Jorge Newbery (J) 1 - Gimnasia y Esgrima (LP) 2
- Colón 3 - Altos Hornos Zapla 1
- Argentinos Juniors 3 - Huracán (SR) 1

### Zona C

#### Tabla de posiciones final
| Pos. | Equipo             | Pts. | PJ | PG | PE | PP | GF | GC | Dif. |
| ---- | ------------------ | ---- | -- | -- | -- | -- | -- | -- | ---- |
| 1.º  | San Lorenzo        | 27   | 18 | 11 | 5  | 2  | 43 | 14 | 29   |
| 2.º  | Ferro Carril Oeste | 26   | 18 | 12 | 2  | 4  | 28 | 16 | 12   |
| 3.º  | Racing Club        | 22   | 18 | 9  | 4  | 5  | 35 | 23 | 12   |
| 4.º  | San Martín (T)     | 22   | 18 | 8  | 6  | 4  | 24 | 18 | 6    |
| 5.º  | Chacarita Juniors  | 18   | 18 | 8  | 2  | 8  | 31 | 29 | 2    |
| 6.º  | Aldosivi           | 16   | 18 | 6  | 4  | 8  | 24 | 30 | −6   |
| 7.º  | Atlético Regina    | 12   | 18 | 3  | 6  | 9  | 13 | 30 | −17  |
| 8.º  | Deportivo Mandiyú  | 10   | 18 | 3  | 4  | 11 | 20 | 37 | −17  |
| 9.º  | Godoy Cruz         | 8    | 18 | 3  | 2  | 13 | 15 | 35 | −20  |

|  | Clasificó al octogonal final. |

#### Resultados
Fecha 1
21 de julio
- San Martín (T) 2 - Racing Club 1
- Chacarita Juniors 0 - Atlético Regina 1
- Aldosivi 0 - San Lorenzo 3
- Ferro Carril Oeste 3 - Deportivo Mandiyú 0

Fecha 2
28 de julio
- Atlético Regina 1 - Aldosivi 2
- Deportivo Mandiyú 1 - Chacarita Juniors 2
- San Lorenzo 6 - San Martín (T) 1
- Racing Club 3 - Godoy Cruz 0

Fecha 3
4 de agosto
- Aldosivi 2 - Deportivo Mandiyú 0
- San Martín (T) 1 - Atlético Regina 1
- Godoy Cruz 0 - San Lorenzo 2
- Chacarita Juniors 2 - Ferro Carril Oeste 1

Fecha 4
11 de agosto
- Atlético Regina 0 - Godoy Cruz 1
- Deportivo Mandiyú 1 - San Martín (T) 2
- Ferro Carril Oeste 2 - Aldosivi 1
- San Lorenzo 3 - Racing Club 0

Fecha 5
18 de agosto
- Godoy Cruz 1 - Deportivo Mandiyú 0
- Racing Club 4 - Atlético Regina 0
- San Martín (T) 0 - Ferro Carril Oeste 1
- Aldosivi 2 - Chacarita Juniors 2

Fecha 6
25 de agosto
- Deportivo Mandiyú 1 - Racing Club 1
- Atlético Regina 0 - San Lorenzo 1
- Ferro Carril Oeste 2 - Godoy Cruz 0
- Chacarita Juniors 1 - San Martín (T) 0

Fecha 7
1 de septiembre
- San Lorenzo 4 - Deportivo Mandiyú 0
- Godoy Cruz 0 - Chacarita Juniors 1
- San Martín (T) 1 - Aldosivi 0
- Racing Club 6 - Ferro Carril Oeste 0

Fecha 8
6 de septiembre
- Chacarita Juniors 1 - Racing Club 2

8 de septiembre
- Aldosivi 3 - Godoy Cruz 1
- Deportivo Mandiyú 2 - Atlético Regina 0
- Ferro Carril Oeste 1 - San Lorenzo 0

Fecha 9
13 de septiembre
- San Lorenzo 4 - Chacarita Juniors 1

14 de septiembre
- Racing Club 3 - Aldosivi 1

15 de septiembre
- Godoy Cruz 0 - San Martín (T) 2
- Atlético Regina 1 - Ferro Carril Oeste 1

Fecha 10
22 de septiembre
- Racing Club 2 - San Martín (T) 1
- Atlético Regina 0 - Chacarita Juniors 0
- San Lorenzo 3 - Aldosivi 0
- Deportivo Mandiyú 1 - Ferro Carril Oeste 2

Fecha 11
29 de septiembre
- Aldosivi 2 - Atlético Regina 0
- Chacarita Juniors 6 - Deportivo Mandiyú 1
- San Martín (T) 1 - San Lorenzo 1
- Godoy Cruz 1 - Racing Club 2

Fecha 12
6 de octubre
- Deportivo Mandiyú 1 - Aldosivi 1
- Atlético Regina 0 - San Martín (T) 5
- San Lorenzo 3 - Godoy Cruz 1
- Ferro Carril Oeste 6 - Chacarita Juniors 1

Fecha 13
20 de octubre
- Godoy Cruz 2 - Atlético Regina 2
- San Martín (T) 3 - Deportivo Mandiyú 1
- Racing Club 1 - San Lorenzo 1
- Aldosivi 0 - Ferro Carril Oeste 2

Fecha 14
27 de octubre
- Deportivo Mandiyú 5 - Godoy Cruz 2
- Atlético Regina 1 - Racing Club 1
- Ferro Carril Oeste 0 - San Martín (T) 1
- Chacarita Juniors 4 - Aldosivi 1

Fecha 15
3 de noviembre
- Racing Club 2 - Deportivo Mandiyú 0
- San Lorenzo 4 - Atlético Regina 0
- Godoy Cruz 0 - Ferro Carril Oeste 1
- San Martín (T) 1 - Chacarita Juniors 0

Fecha 16
10 de noviembre
- Deportivo Mandiyú 2 - San Lorenzo 2
- Chacarita Juniors 2 - Godoy Cruz 0
- Aldosivi 1 - San Martín (T) 1
- Ferro Carril Oeste 2 - Racing Club 1

Fecha 17
18 de noviembre
- Godoy Cruz 2 - Aldosivi 1
- Atlético Regina 2 - Deportivo Mandiyú 1
- San Lorenzo 1 - Ferro Carril Oeste 1
- Racing Club 4 - Chacarita Juniors 3

Fecha 18
24 de noviembre
- San Martín (T) 1 - Godoy Cruz 1
- Aldosivi 3 - Racing Club 1
- Ferro Carril Oeste 2 - Atlético Regina 0
- Chacarita Juniors 1 - San Lorenzo 3

### Zona D

#### Tabla de posiciones final
| Pos. | Equipo            | Pts. | PJ | PG | PE | PP | GF | GC | Dif. |
| ---- | ----------------- | ---- | -- | -- | -- | -- | -- | -- | ---- |
| 1.º  | Vélez Sarsfield   | 26   | 18 | 11 | 4  | 3  | 34 | 12 | 22   |
| 2.º  | Independiente     | 25   | 18 | 10 | 5  | 3  | 49 | 19 | 30   |
| 3.º  | San Martín (M)    | 24   | 18 | 10 | 4  | 4  | 27 | 18 | 9    |
| 4.º  | Huracán           | 23   | 18 | 9  | 5  | 4  | 38 | 24 | 14   |
| 5.º  | Atlético Tucumán  | 16   | 18 | 5  | 6  | 7  | 29 | 26 | 3    |
| 6.º  | Huracán (CR)      | 15   | 18 | 4  | 7  | 7  | 20 | 40 | −20  |
| 7.º  | Chaco For Ever    | 14   | 18 | 3  | 8  | 7  | 19 | 30 | −11  |
| 8.º  | San Lorenzo (MdP) | 11   | 18 | 3  | 5  | 10 | 21 | 40 | −19  |
| 9.º  | Atlanta           | 9    | 18 | 3  | 3  | 12 | 12 | 41 | −29  |

|  | Clasificó al octogonal final. |

#### Resultados
Fecha 1
21 de julio
- Independiente 4 - Atlético Tucumán 0
- Chaco For Ever 0 - Vélez Sarsfield 0
- Huracán (CR) 1 - Atlanta 0
- Huracán 3 - San Lorenzo (MdP) 0

Fecha 2
28 de julio
- Atlético Tucumán 1 - Huracán 1
- Atlanta 3 - Chaco For Ever 1
- San Lorenzo (MdP) 3 - Huracán (CR) 0
- San Martín de Mendoza 2 - Independiente 0

Fecha 3
4 de agosto
- Huracán 0 - San Martín de Mendoza 0
- Huracán (CR) 2 - Atlético Tucumán 0
- Vélez Sarsfield 2 - Atlanta 0
- Chaco For Ever 3 - San Lorenzo (MdP) 0

Fecha 4
11 de agosto
- Independiente 3 - Huracán 2
- San Martín de Mendoza 4 - Huracán (CR) 0
- Atlético Tucumán 4 - Chaco For Ever 1
- San Lorenzo (MdP) 0 - Vélez Sarsfield 4

Fecha 5
18 de agosto
- Huracán (CR) 1 - Independiente 5
- Vélez Sarsfield 1 - Atlético Tucumán 0
- Chaco For Ever 2 - San Martín de Mendoza 0
- Atlanta 2 - San Lorenzo (MdP) 0

Fecha 6
25 de agosto
- Atlético Tucumán 7 - Atlanta 1
- Huracán 5 - Huracán (CR) 0
- San Martín de Mendoza 1 - Vélez Sarsfield 0
- Independiente 3 - Chaco For Ever 0

Fecha 7
1 de septiembre
- Vélez Sarsfield 2 - Independiente 1
- Chaco For Ever 2 - Huracán 2
- Atlanta 1 - San Martín de Mendoza 1
- San Lorenzo (MdP) 2 - Atlético Tucumán 1

Fecha 8
8 de septiembre
- San Martín de Mendoza 3 - San Lorenzo (MdP) 1
- Independiente 4 - Atlanta 0
- Huracán (CR) 1 - Chaco For Ever 1
- Huracán 3 - Vélez Sarsfield 1

Fecha 9
14 de septiembre
- San Lorenzo (MdP) 1 - Independiente 1

15 de septiembre
- Vélez Sarsfield 5 - Huracán (CR) 0
- Atlanta 0 - Huracán 7
- Atlético Tucumán 2 - San Martín de Mendoza 0

Fecha 10
22 de septiembre
- Atlético Tucumán 2 - Independiente 2
- Vélez Sarsfield 6 - Chaco For Ever 1
- Atlanta 1 - Huracán (CR) 1
- San Lorenzo (MdP) 0 - Huracán 1

Fecha 11
27 de septiembre
- Huracán 2 - Atlético Tucumán 1

29 de septiembre
- Chaco For Ever 0 - Atlanta 0
- Huracán (CR) 2 - San Lorenzo (MdP) 2
- Independiente 5 - San Martín de Mendoza 1

Fecha 12
6 de octubre
- San Martín de Mendoza 3 - Huracán 0
- Atlético Tucumán 3 - Huracán (CR) 3
- Atlanta 0 - Vélez Sarsfield 3
- San Lorenzo (MdP) 1 - Chaco For Ever 2

Fecha 13
20 de octubre
- Huracán 3 - Independiente 3
- Huracán (CR) 1 - San Martín de Mendoza 0
- Chaco For Ever 0 - Atlético Tucumán 0
- Vélez Sarsfield 2 - San Lorenzo (MdP) 2

Fecha 14
27 de octubre
- Independiente 5 - Huracán (CR) 1
- Atlético Tucumán 1 - Vélez Sarsfield 2
- San Martín de Mendoza 2 - Chaco For Ever 0
- San Lorenzo (MdP) 3 - Atlanta 1

Fecha 15
1 de noviembre
- Vélez Sarsfield 0 - San Martín de Mendoza 0

3 de noviembre
- Chaco For Ever 1 - Independiente 1
- Atlanta 1 - Atlético Tucumán 3
- Huracán (CR) 4 - Huracán 0

Fecha 16
8 de noviembre
- Huracán 2 - Chaco For Ever 1

10 de noviembre
- Independiente 1 - Vélez Sarsfield 2
- San Martín de Mendoza 1 - Atlanta 0
- Atlético Tucumán 2 - San Lorenzo (MdP) 1

Fecha 17
18 de noviembre
- San Lorenzo (MdP) 2 - San Martín de Mendoza 2
- Atlanta 0 - Independiente 1
- Chaco For Ever 2 - Huracán (CR) 2
- Vélez Sarsfield 3 - Huracán 1

Fecha 18
22 de noviembre
- Independiente 7 - San Lorenzo (MdP) 0

24 de noviembre
- Huracán (CR) 0 - Vélez Sarsfield 0
- Huracán 2 - Atlanta 0
- San Martín de Mendoza 2 - Atlético Tucumán 1

### Interzonales

#### Resultados
Fecha 1
21 de julio
- San Martín de Mendoza 3 - Godoy Cruz 2
- Jorge Newbery (J) 0 - Puerto Comercial 1

Fecha 2
28 de julio
- Ferro Carril Oeste 0 - Vélez Sarsfield 1
- Desamparados 4 - Huracán (SR) 1

Fecha 3
4 de agosto
- Independiente 2 - Racing Club 0
- Talleres (C) 1 - Belgrano (C) 1

Fecha 4
11 de agosto
- Chacarita Juniors 3 - Atlanta 1
- Central Norte (S) 1 - Altos Hornos Zapla 1

Fecha 5
18 de agosto
- Huracán 2 - San Lorenzo 0
- Colón 0 - Banfield 1

Fecha 6
25 de agosto
- Aldosivi 1 - San Lorenzo (MdP) 1
- Boca Juniors 1 - River Plate 0

Fecha 7
1 de septiembre
- Huracán (CR) 1 - Atlético Regina 1
- Argentinos Juniors 0 - All Boys 0

Fecha 8
8 de septiembre
- San Martín (T) 0 - Atlético Tucumán 0
- Estudiantes (LP) 2 - Gimnasia y Esgrima (LP) 0

Fecha 9
15 de septiembre
- Chaco For Ever 1 - Deportivo Mandiyú 2
- Newell's Old Boys 0 - Rosario Central 0

Fecha 10
22 de septiembre
- Godoy Cruz 1 - San Martín de Mendoza 2
- Puerto Comercial 0 - Jorge Newbery (J) 1

Fecha 11
27 de septiembre
29 de septiembre
- Vélez Sarsfield 0 - Ferro Carril Oeste 1
- Huracán (SR) 3 - Desamparados 3

Fecha 12
6 de octubre
- Racing Club 1 - Independiente 1
- Belgrano (C) 0 - Talleres (C) 0

Fecha 13
20 de octubre
- Atlanta 2 - Chacarita Juniors 1
- Altos Hornos Zapla 1 - Central Norte (S) 1

Fecha 14
27 de octubre
- San Lorenzo 2 - Huracán 2
- Banfield 1 - Colón 1

Fecha 15
3 de noviembre
- San Lorenzo (MdP) 2 - Aldosivi 3
- River Plate 1 - Boca Juniors 1

Fecha 16
10 de noviembre
- Atlético Regina 3 - Huracán (CR) 0
- All Boys 1 - Argentinos Juniors 1

Fecha 17
18 de noviembre
- Atlético Tucumán 1 - San Martín (T) 1
- Gimnasia y Esgrima (LP) 2 - Estudiantes (LP) 1

Fecha 18
24 de noviembre
- Deportivo Mandiyú 1 - Chaco For Ever 1
- Rosario Central 0 - Newell's Old Boys 0

## Fase final
Llamada Torneo Final, se disputó entre los 8 clasificados, por el sistema de todos contra todos, en una sola rueda en cancha neutral.

### Tabla de posiciones final
| Pos. | Equipo             | Pts. | PJ | PG | PE | PP | GF | GC | Dif. |
| ---- | ------------------ | ---- | -- | -- | -- | -- | -- | -- | ---- |
| 1.º  | San Lorenzo        | 11   | 7  | 5  | 1  | 1  | 11 | 8  | 3    |
| 2.º  | Rosario Central    | 10   | 7  | 4  | 2  | 1  | 16 | 13 | 3    |
| 3.º  | Vélez Sarsfield    | 8    | 7  | 4  | 0  | 3  | 15 | 9  | 6    |
| 4.º  | Talleres (C)       | 7    | 7  | 3  | 1  | 3  | 10 | 10 | 0    |
| 5.º  | Independiente      | 6    | 7  | 3  | 0  | 4  | 9  | 9  | 0    |
| 6.º  | Ferro Carril Oeste | 6    | 7  | 2  | 2  | 3  | 11 | 14 | −3   |
| 7.º  | Boca Juniors       | 4    | 7  | 2  | 0  | 5  | 10 | 11 | −1   |
| 8.º  | Newell's Old Boys  | 4    | 7  | 1  | 2  | 4  | 7  | 15 | −8   |

### Evolución de las posiciones
| Equipo / Jornada   | 1 | 2 | 3 | 4 | 5 | 6 | 7 |
| Equipo / Jornada   |   |   |   |   |   |   |   |
| ------------------ | - | - | - | - | - | - | - |
| San Lorenzo        | 2 | 2 | 3 | 3 | 2 | 1 | 1 |
| Rosario Central    | 5 | 6 | 4 | 4 | 4 | 3 | 2 |
| Vélez Sarsfield    | 6 | 3 | 2 | 1 | 1 | 2 | 3 |
| Talleres (C)       | 2 | 5 | 6 | 6 | 5 | 6 | 4 |
| Independiente      | 2 | 1 | 1 | 2 | 3 | 4 | 5 |
| Ferro Carril Oeste | 1 | 4 | 5 | 5 | 6 | 5 | 6 |
| Boca Juniors       | 6 | 8 | 8 | 8 | 7 | 7 | 7 |
| Newell's Old Boys  | 6 | 7 | 7 | 7 | 8 | 8 | 8 |

## Torneo reducido para clasificar a la Copa Libertadores
Fue un torneo reducido para clasificar a la Copa Libertadores 75.  Su nombre completo fue Torneo reducido para clasificar dos equipos para el Campeonato Sudamericano de Fútbol Libertadores de América 1975. Debía ser un cuadrangular entre los campeones del Metropolitano y el Nacional, y los dos subcampeones respectivos, pero como el subcampeón de ambos torneos fue Rosario Central, lo disputaron solo tres equipos. Los ganadores clasificaron a la Copa Libertadores 1975.

### Tabla de posiciones final
| Pos. | Equipo            | Pts. | PJ | PG | PE | PP | GF | GC | Dif. |
| ---- | ----------------- | ---- | -- | -- | -- | -- | -- | -- | ---- |
| 1.º  | Rosario Central   | 4    | 2  | 2  | 0  | 0  | 3  | 0  | 3    |
| 2.º  | Newell's Old Boys | 2    | 2  | 1  | 0  | 1  | 2  | 2  | 0    |
| 3.º  | San Lorenzo       | 0    | 2  | 0  | 0  | 2  | 0  | 3  | −3   |

|  | Clasificó a la Copa Libertadores 1975. |

### Partidos
| Partido 1   | Partido 1 | Partido 1       | Partido 1   | Partido 1       |
| Equipo 1    | Resultado | Equipo 2        | Estadio     | Fecha           |
| ----------- | --------- | --------------- | ----------- | --------------- |
| San Lorenzo | 0 - 1     | Rosario Central | El Cilindro | 26 de diciembre |

| Partido 2         | Partido 2 | Partido 2   | Partido 2           | Partido 2       |
| Equipo 1          | Resultado | Equipo 2    | Estadio             | Fecha           |
| ----------------- | --------- | ----------- | ------------------- | --------------- |
| Newell's Old Boys | 2 - 0     | San Lorenzo | Gigante de Arroyito | 28 de diciembre |

| Partido 3       | Partido 3 | Partido 3         | Partido 3           | Partido 3       |
| Equipo 1        | Resultado | Equipo 2          | Estadio             | Fecha           |
| --------------- | --------- | ----------------- | ------------------- | --------------- |
| Rosario Central | 2 - 0     | Newell's Old Boys | Gigante de Arroyito | 30 de diciembre |

## Goleadores
| Jugador              | Jugador          | Goles | Equipo          |
| -------------------- | ---------------- | ----- | --------------- |
| Bandera de Argentina | Mario Kempes     | 25    | Rosario Central |
| Bandera de Argentina | Héctor Scotta    | 17    | San Lorenzo     |
| Bandera de Argentina | Juan Taverna     | 14    | Banfield        |
| Bandera de Argentina | Carlos Babington | 13    | Huracán         |
| Bandera de Argentina | Daniel Bertoni   | 13    | Independiente   |
| Bandera de Argentina | Oscar Fornari    | 13    | Vélez Sarsfield |
| Bandera de Argentina | Néstor Scotta    | 13    | Racing Club     |